# Лерх, Пётр Иванович
Пётр Иванович Лерх (нем. Peter Ivanovich Lerch) (1828—1884) — российский востоковед, археолог, библиотекарь

 и нумизмат. Известен трудами по истории и языку курдов.

## Биография
Окончил Санкт-Петербургский университет (1850) со специализацией по востоковедению, работал протоколистом в Академии наук, помощником библиотекаря Петербургского университета.
Приобрёл известность работами из истории курдов и курдского языка, обобщёнными в трёхтомном издании «Исследование об иранских курдах и их предках, северных халдеях» (1856—1857). Лерх также составил грамматику курдского языка. В 1858 г. участвовал с исследовательской целью в военно-дипломатической миссии Н. П. Игнатьева в Хиве и Бухаре. C 1860 г. — действительный член Археологического общества.
Во второй половине 1860-х гг. занимался исследованием Русского Севера.
С 1873 года П. И. Лерх стал секретарём Археологической комиссии. В 1877—1879 гг. заведовал библиотекой Санкт-Петербургского университета, но вынужден был выйти в отставку по болезни. Постигший Лерха паралич не позволил ему продолжить работу и он уехал на лечение в Германию.

## Труды
- «Исследование об иранских курдах и их предках, северных халдеях» (1856—1857) нем. Peter Lerch. Forschungen über die Kurden und die iranischen Nordchaldäer 1857. Amsterdam : APA—Philo Press, 225 pages, 1979 ISBN 9060224582 ISBN 9789060224588
- Лерх, П. Археологическая поездка в Туркестанский край в 1867 году / П. Лерх. — СПб. : Типография императ. акад. наук, 1870. — 39 с. — На обл. загл.: Отчет о поездке в Туркестанский край в 1867 г.